# Dimocarpus confinis
Dimocarpus confinis es una especie de árbol perteneciente a la familia de las sapindáceas. Es originaria de Asia.

## Descripción
Son árboles, grandes, de hoja perenne, que alcanzan los 20 m de altura. Las hojas con pecíolo de 35-50 cm o más, el eje cilíndrico, estriado discretamente, a menudo con lenticelas esparcidas, foliolos 3-5 pares, a veces dos pares; peciólulos cortos, de 3-8 mm, gruesos, hojas de color verde oscuro y el haz brillante, coriáceos, primer par (cerca de la base), a menudo pequeñas, ovaladas, otras angostamente elíptico-lanceoladas u oblongo-elípticas, generalmente asimétricas, el exterior lateral más estrecho, 9-18 cm o más de largo, 4-7.5 cm de ancho, el envés ligeramente glauco y piloso, los nervios laterales 12 -15 pares, prominentes abaxialmente, la base cuneada, redondeada o anchamente cuneada en el lado hacia el ápice de la hoja, ápice agudo a cortamente acuminado. Inflorescencias terminales y axilares, erguidas, casi tan larga como las hojas, raquis principal y las ramas acanaladas, densamente tomentosas. Flores poco pediceladas. El fruto es una drupa ovoide, de 2-2.3 cm, con semillas de color marrón rojizo.

## Distribución
Se encuentra en los bosques; a una altitud de 400-1000 metros en Guangdong, Guangxi, Guizhou, Hunan, Yunnan y Vietnam.

## Taxonomía
Dimocarpus confinis fue descrita por (F.C.How & C.N.Ho) H.S.Lo y publicado en Acta Phytotaxonomica Sinica 17(2): 32–33, en el año 1979.
Sinonimia
| - Pseudonephelium confine F.C.How & C.N.Ho basónimo |